# Национальная транспортная ассоциация
Национальная транспортная ассоциация (НТА) — крупнейший автобусный перевозчик России, системообразующее предприятие федерального уровня: 
- свыше 4500 автобусов;
- свыше 10 000 работников;
- свыше 720 миллионов пассажиров (за 2024 год);
- 18 филиалов в 9 регионах России: Санкт-Петербурге, Ленинградской области, Москве, Астрахани, Волгограде, Курске, Новокузнецке, Сочи и Ярославле; 
- доля в автобусостроительных заводах в Волгоградской (Волжский) и Владимирской (Собинка) областях. 

## История
Первые предприятия НТА появились в 1993 году. Перевозка пассажиров на коммерческих маршрутах Санкт-Петербурга началась в 1994 году.
Первый подвижной состав НТА — бывшие в употреблении микроавтобусы Mercedes-Benz T1. В 1999 году закуплены новые микроавтобусы Псковавто-2214. В 2000 закуплены первые микроавтобусы «ГАЗель». С 2001 года началась закупка автобусов «Otoyol». 
В конце 2004 было создано ООО «Питеравто». В ходе транспортной реформы 2005—2006 годов компания получила право работать на социальных маршрутах Санкт-Петербурга со значительной долей рынка. Для этого компания единовременно закупила несколько сотен новых автобусов ЛиАЗ-5256.
В 2005 году Питеравто стало холдингом: в него вошли несколько компаний из Ленинградской области — ООО «АТП № 1/2/3/4/5 «Транс-Балт», ОАО «Сосновопассажиравтотранс», ООО «ЦТП-Тосно». Компания прочно закрепилась на рынке пассажирских перевозок Ленинградской области.
В 2007 году Питеравто купило 100% акций компании «Вест-Сервис». В том же году входящие в холдинг ООО «АТП «Тосноавто» и ООО «Автотранспортная компания» приобрели на торгах контрольный пакет акций ОАО «Гатчинапассажиравтотранс» (объединено с ООО «Транс-Балт»).
В 2008 году в состав холдинга вошло ООО «АТП Барс», которое обслуживало маршруты Ломоносовского района Ленинградской области (его маршруты были переданы ООО «Вест-Сервис»).
В марте 2009 года компания стала владельцем новгородской компании ООО «Автоэкспресс», получив 15 маршрутов в Великом Новгороде.
В 2011 году «Питеравто» планировало купить 49% акций новгородского АО «Автобусный парк», но этого не произошло. В том же году дочерняя компания «Питеравто» ООО «ПАТП Великого Новгорода» купила и сдала в аренду «Автобусному парку» 92 автобуса «ЛиАЗ».
В 2013 году в структуру холдинга вошло конкурирующее с ним ОАО «Леноблпассажиравтотранс». Это был единственный выход из ситуации, когда пассажиров возить стало не на чем, на маршруты вышли автобусы других предприятий НТА. Закупленная Леноблпассажиравтотрансом техника требовала особого обслуживания и оказалась непригодной к работе в регионе зимой. В 2014 году это предприятие было признано банкротом.
В 2013 году «Питеравто» вышло на рынок пассажирских перевозок столицы республики Карелия — Петрозаводска. 
В июне 2015 года холдинг стал собственником компании ООО «Таксомоторный парк №20» и начал перевозить пассажиров в Москве.
В 2016 году «Питеравто» намеревалось начать работу в Вологде, но не было допущено до участия в конкурсе на обслуживание маршрутов.
В конце 2016 года холдинг вышел на рынок Волгограда, выиграв конкурс на обслуживание семи маршрутов.
В 2018 году «Питеравто» приняло участие в конкурсе на обслуживание маршрутов Омска. Компания выиграла в конкурсе на право обслуживания одного маршрута, что не было эффективно и с точки зрения экономики, и с точки зрения обеспечения технологического процесса и безопасности движения. Вследствие чего компания не вышла работать на «выигранный» маршрут.
В декабре 2018 года компания в лице ООО «Автоэкспресс-4» приступила к обслуживанию 9 маршрутов в Чебоксарах. Спустя 4 месяца «Питеравто» заявило об уходе из Чувашии. Причиной стало расторжение договора: по мнению заказчика подвижной состав не соответствовал его требованиям.
В 2019 году Леонид Бондаренко и губернатор Ленинградской области Александр Дрозденко подписали соглашение о сотрудничестве при строительстве транспортно-пересадочного узла «Девяткино».
В январе 2019 года холдинг приступил к обслуживанию маршрутов города Сочи.
В ноябре 2020 года «Питеравто» начало обслуживание маршрутов Новокузнецка. В ходе транспортной реформы компания получила право на обслуживание около 90% его маршрутов.
В ноябре 2020 года Леонид Бондаренко стал совладельцем ООО «Волгабас Групп» (производитель автобусов «Volgabus») с долей 30%.
В июне 2021 года «Сбер», АО «Расчётные решения» и Национальная транспортная ассоциация подписали соглашение о сотрудничестве в области развития общественного транспорта и внедрения инновационных систем оплаты платежей.
С 31 октября 2021 года петрозаводский филиал Питеравто был закрыт. Автобусы сданы в аренду местным перевозчикам.
С декабря 2021 года компания занимается пассажирскими перевозками в Ярославле, став первым перевозчиком региона на брутто-контракте.
В 2022 году ООО «Питеравто» и ООО «Вест-Сервис» вошли в федеральный перечень системообразующих предприятий Санкт-Петербурга.
В апреле 2022 года ООО «Вест-Сервис» начало работать по новым государственным контрактам в Санкт-Петербурге. Город полностью отказался от маршруток в ходе перехода на новую модель транспортного обслуживания. Компания стала лидером в транспортной сфере региона, обойдя АО «Третий парк» по количеству маршрутов и выпуску машин на линию. При этом компания столкнулась с проблемой при поставке новых автобусов. Поставщик — завод «Volgabus», частично принадлежащий НТА, не успел изготовить все необходимые автобусы к завершению транспортной реформы 15 июля. В итоге на часть маршрутов Вест-Cервиса вышли старые машины. Власти города заявили, что до 15 ноября 2022 года на все маршруты перевозчика выйдут новые автобусы.  
В ноябре 2022 года к холдингу был присоединён перевозчик ООО «Такси», который по госконтрактам обслуживал 11 маршрутов в Санкт-Петербурге.
В январе 2023 года НТА приступила к обслуживанию маршрутов Астрахани и Курска. К тому времени в Астрахани остались исключительно частные маршрутки, работавшие по нерегулируемому тарифу и только во время большого пассажиропотока. После транспортной реформы в обоих города введено движение по расписанию, уехать жители могут с пяти утра и до полуночи. Здесь введена электронная система платежей. 
17 августа 2023 года президент НТА Леонид Бондаренко стал участником заседания Президиума Госсовета России по вопросам развития общественного транспорта. Бондаренко был единственным участником заседания, представляющим частную компанию.
В июне 2023 года в ходе годичного эксперимента по транспортной реформе в Петрозаводске начало работать ООО «Транс-Балт». Однако у властей Карелии не хватило денег на полный переход на новую модель работы. По состоянию на 2025 года транспортная реформа здесь не реализована.  
В декабре 2023 года Леонид Бондаренко стал владельцем перевозчика ООО «АТП Барс-2», работающего во Всеволожском районе и городе Сосновый Бор Ленинградской области.
В октябре 2024 года между ГТЛК и Национальной транспортной ассоциацией был заключён договор лизинга на поставку автобусов, необходимых для работы по новым контрактам в Ленинградской области. С 1 января 2025 года НТА - через несколько филиалов стала ключевым перевозчиком региона. На линию вышли 300 новых низкопольных автобусов средней вместимости ПАЗ-320435-04 «Vector Next» и 48 новых низкопольных автобусов ЛиАЗ-5292.67 (CNG).

## Структура
Национальная транспортная ассоциация представляет собой горизонтально интегрированный холдинг, состоящий из компаний, работающих в 9 регионах России.

## Подвижной состав
Численность подвижного состава холдинга — более 4,5 тысяч автобусов, основные марки — Volgabus (является основным поставщиком автобусов с 2021 года), ЛиАЗ, ПАЗ, КАвЗ, ГАЗ, Ford, Lotos. Подавляющее большинство подвижного состава работает на природном газе — метане, как в сжиженном, так и в компримированном виде.  

## Происшествия
в 2008 году в Санкт-Петербурге на Таллинском шоссе по вине водителя маршрутки «Питеравто» погибло 6 человек; 
в 2014 году на Невском проспекте ЛиАЗ «Питеравто» 181-го маршрута врезался в столб;
в 2024 году Volgabus-4298.G4 ООО «Такси», следуя по маршруту № 262, упал в реку Мойка с Поцелуева моста. Погибло 7 пассажиров. 

## Фотографии

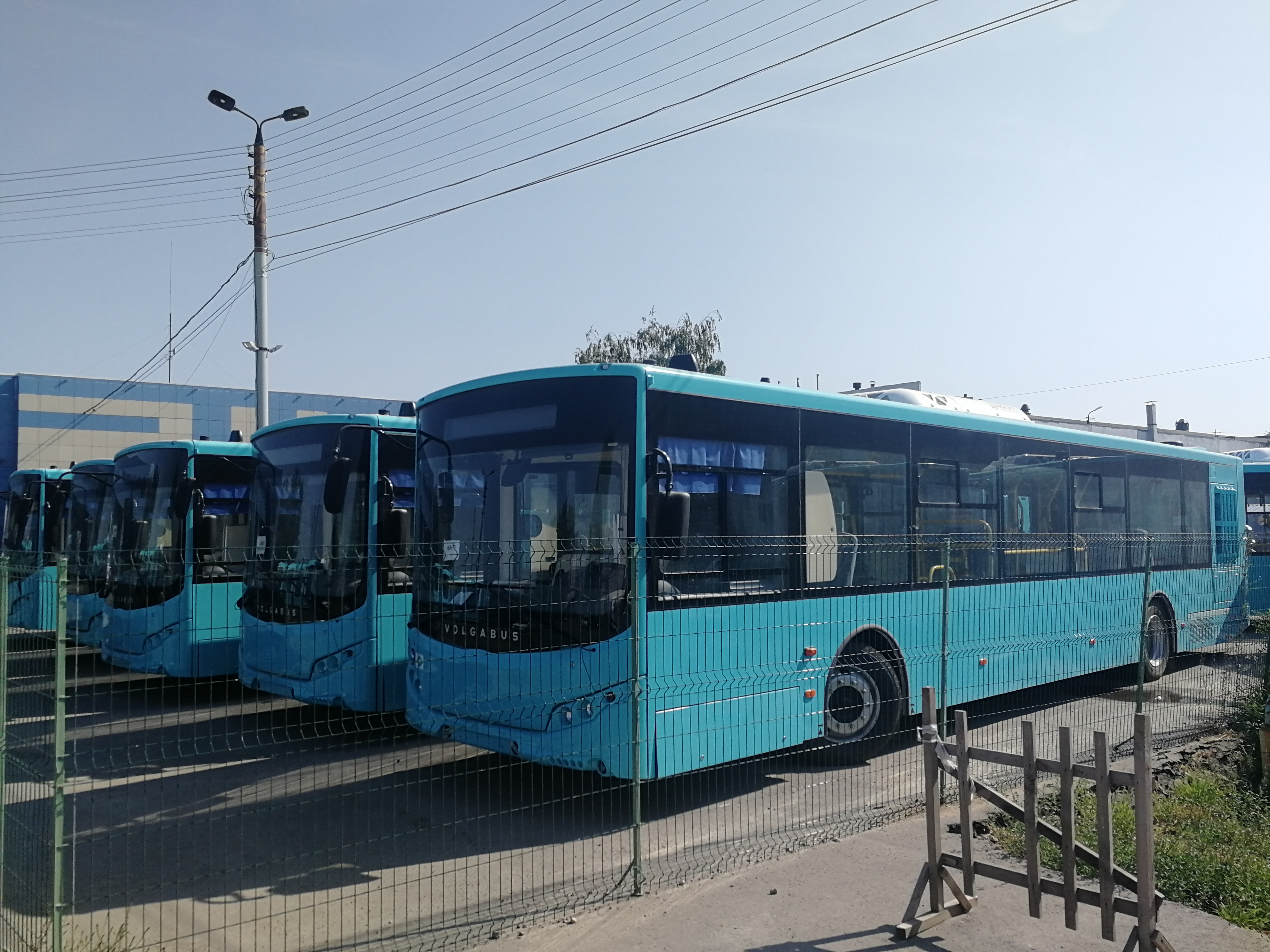
Автобусы Volgabus-5270.G2 (LNG) для ООО «Вест-Сервис» на стоянке завода «Волгабас-Волжский», 2021 год
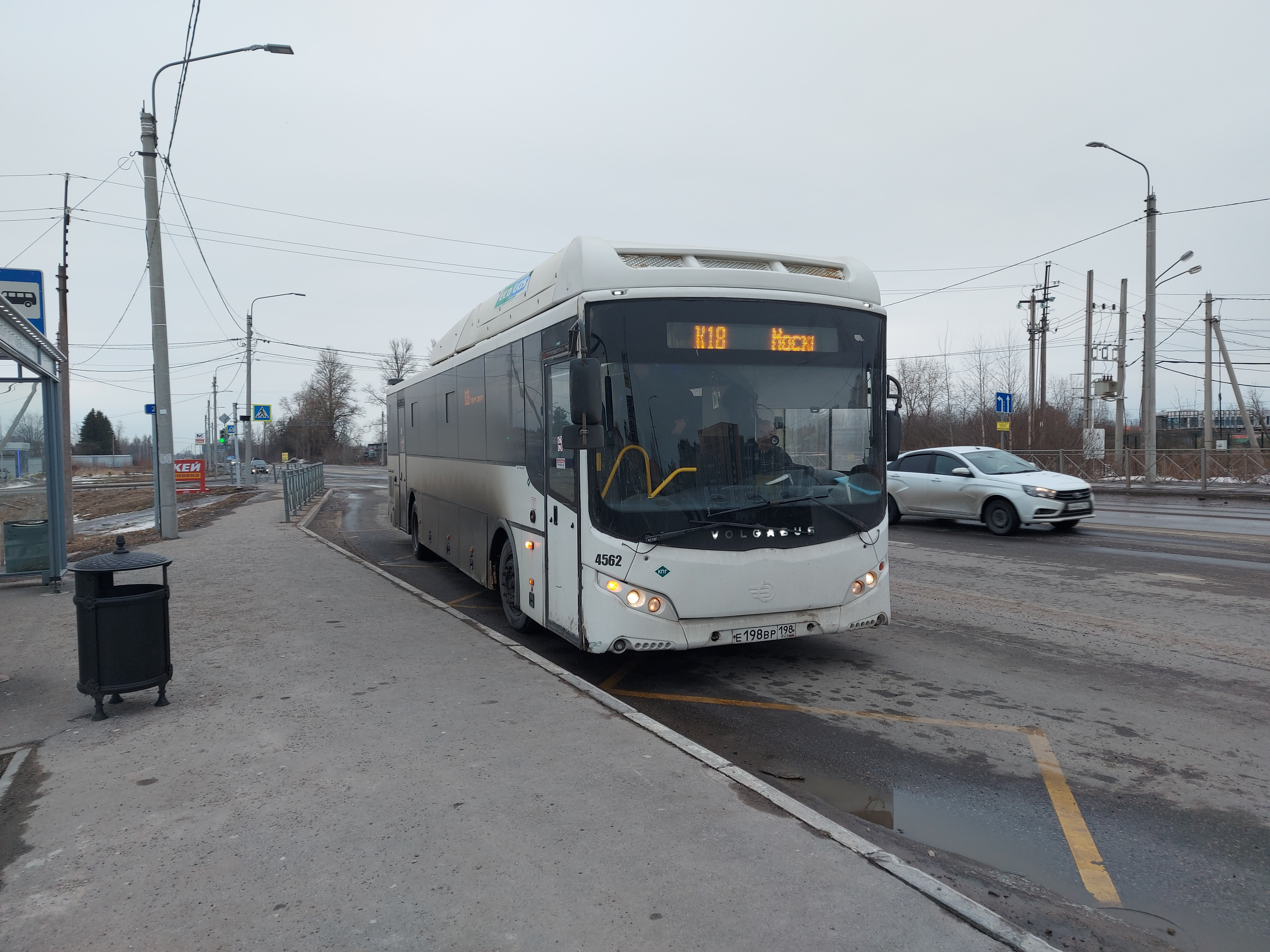
Volgabus-5285.G2 ООО «Транс-Балт» на маршруте № К-18, Ленинградская область, 2023 год
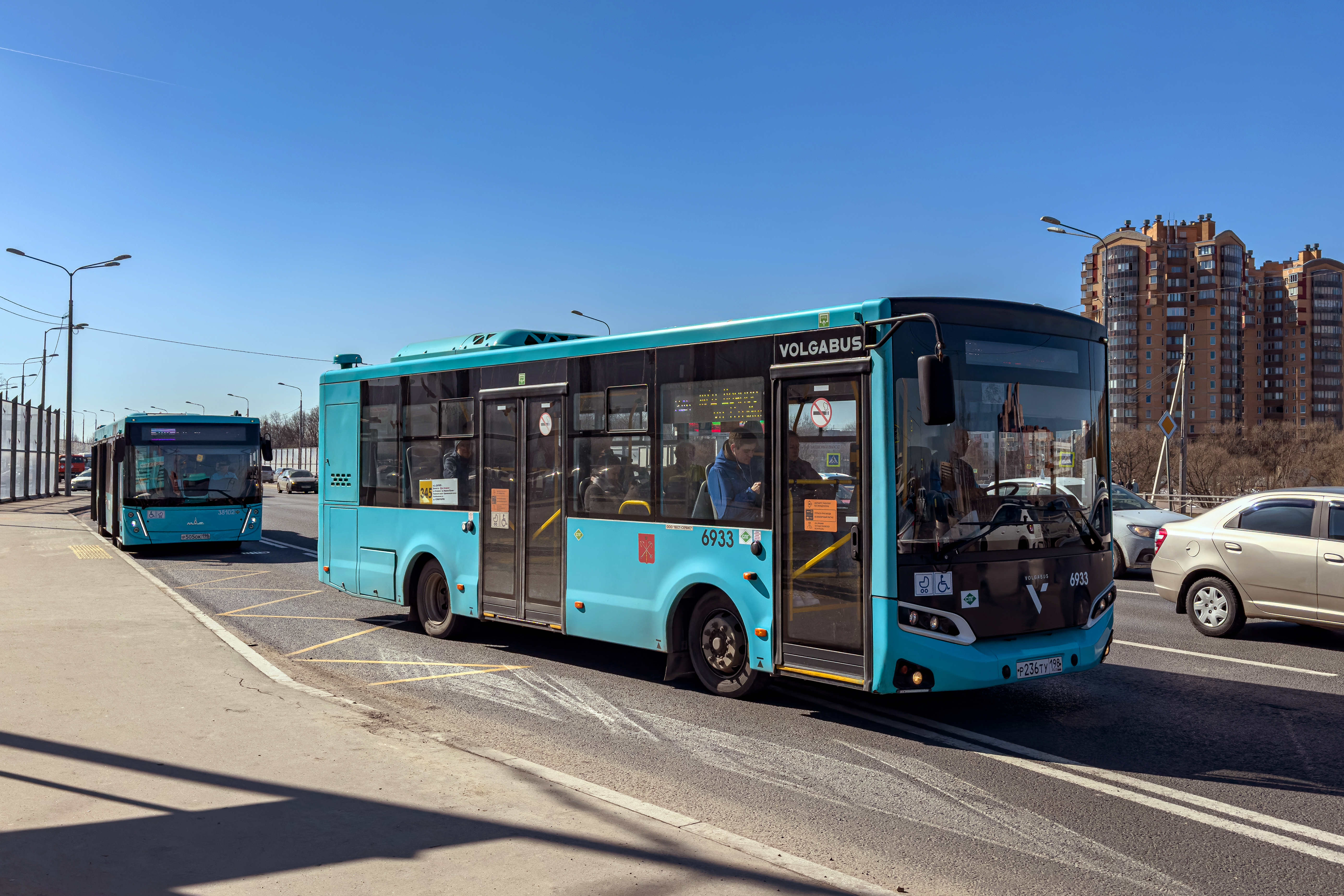
Volgabus-4298.G4 (LNG) ООО «Вест-Сервис» на маршруте № 345, Санкт-Петербург, 2023 год
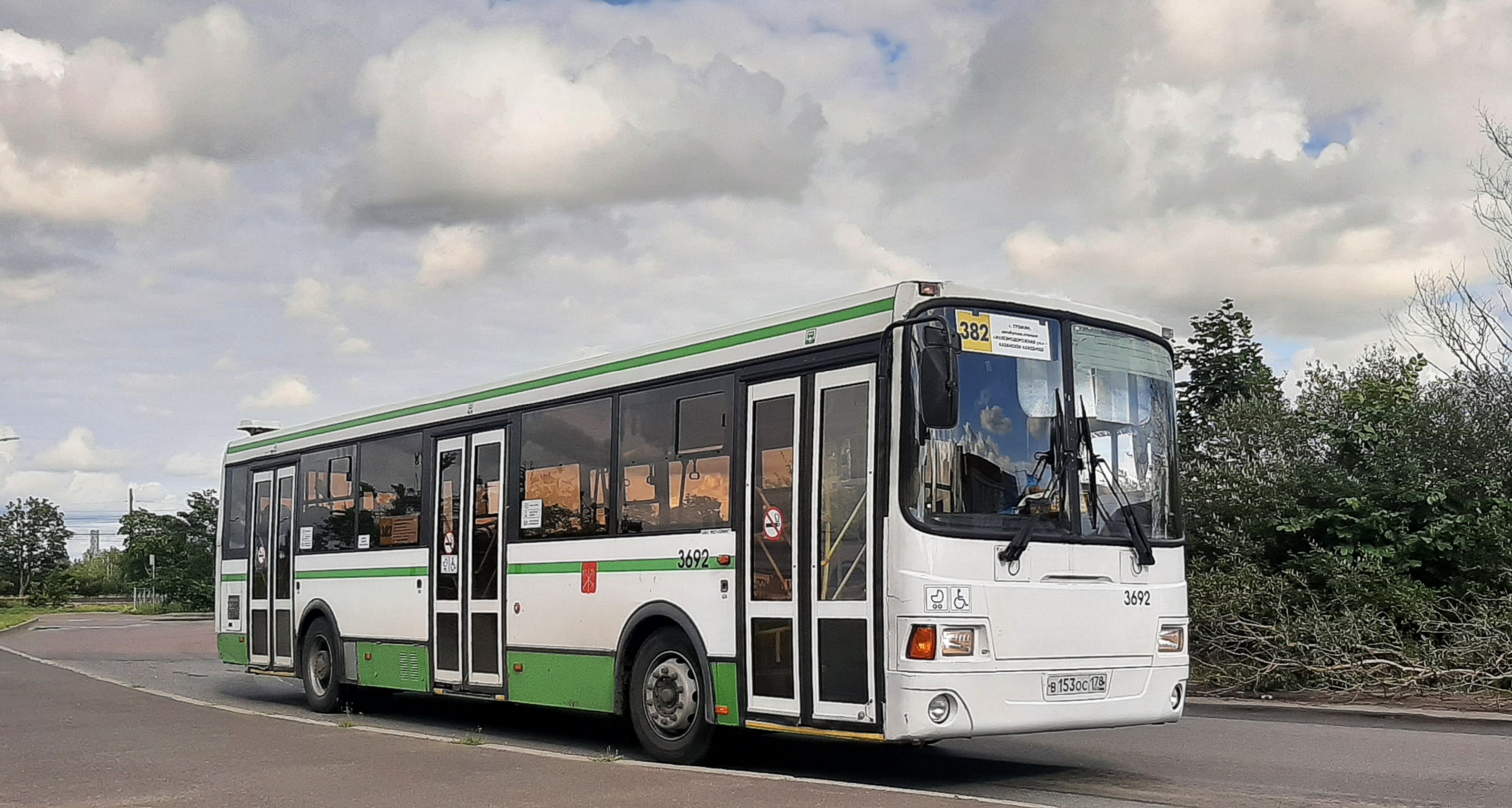
ЛиАЗ-5293.60 ООО «Вест-Сервис» на маршруте № 382, Санкт-Петербург, Пушкин, 2022 год
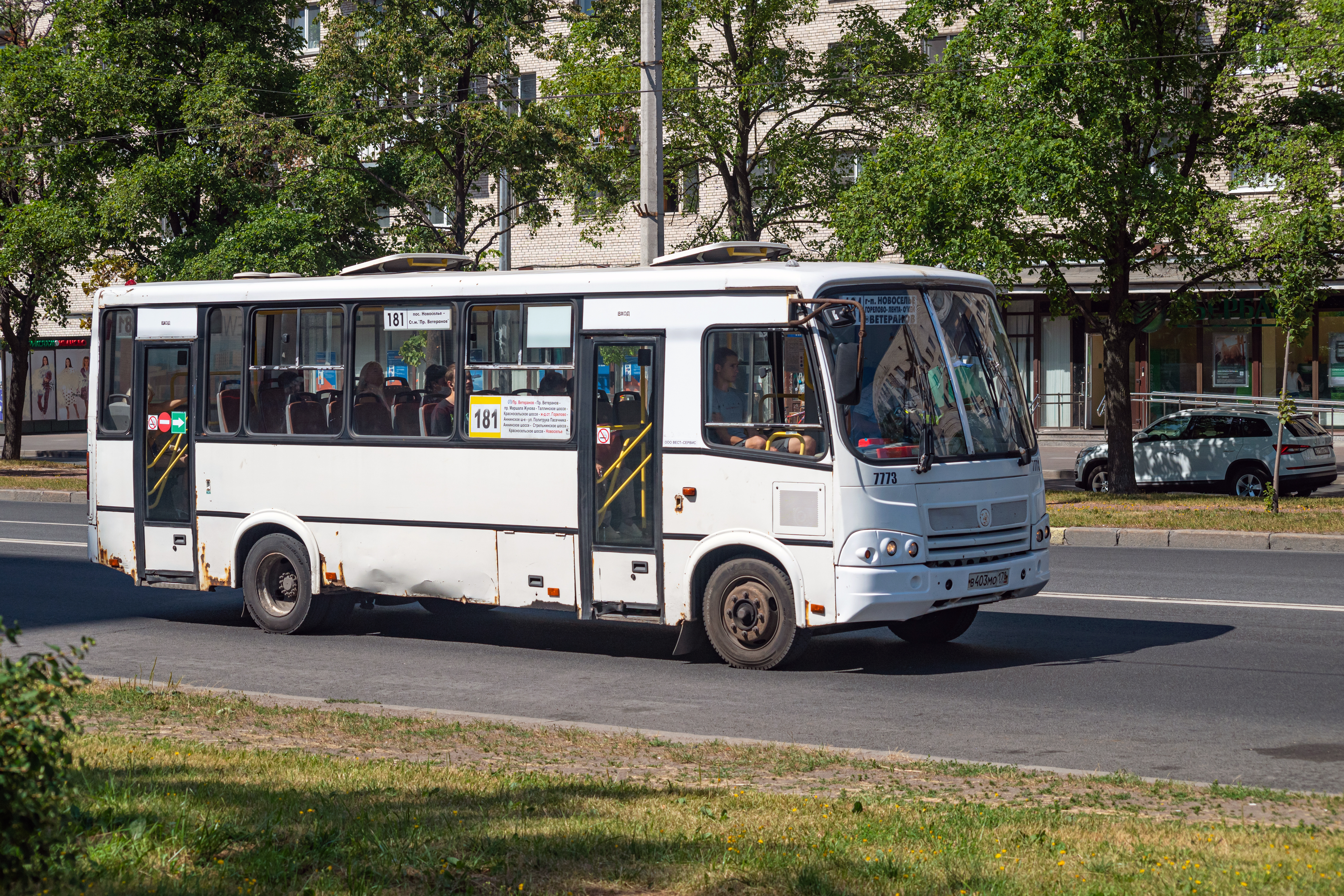
ПАЗ-320412-05 ООО «Вест-Сервис» на маршруте № 181 обслуживающим Ленинградскую область, Санкт-Петербург, 2021 год
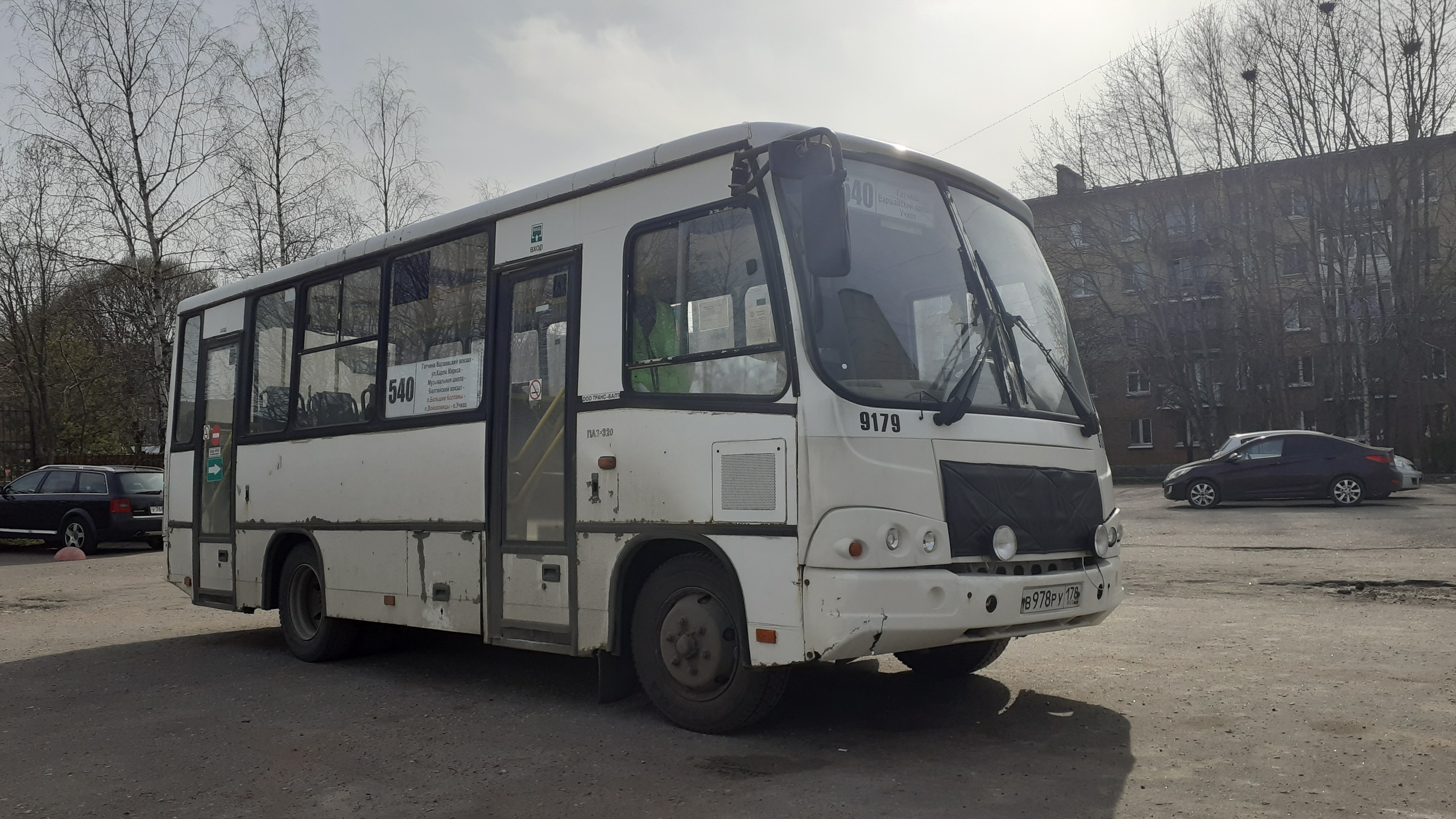
ПАЗ-320402-05 ООО «Транс-Балт» на маршруте № 540, Гатчина, 2020 год
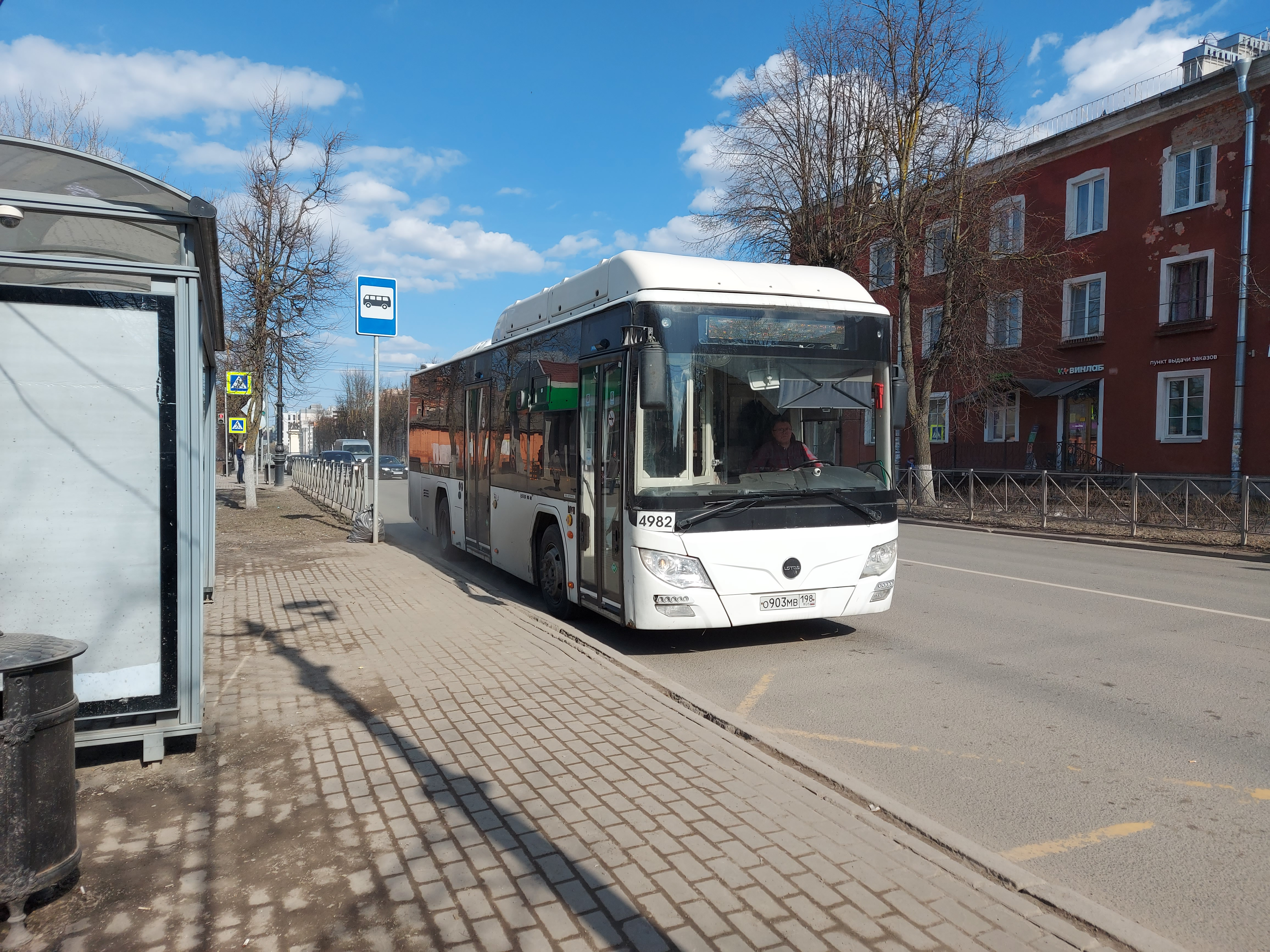
Lotos-105C02 ООО «Транс-Балт» на маршруте № 631, Гатчина, 2023 год
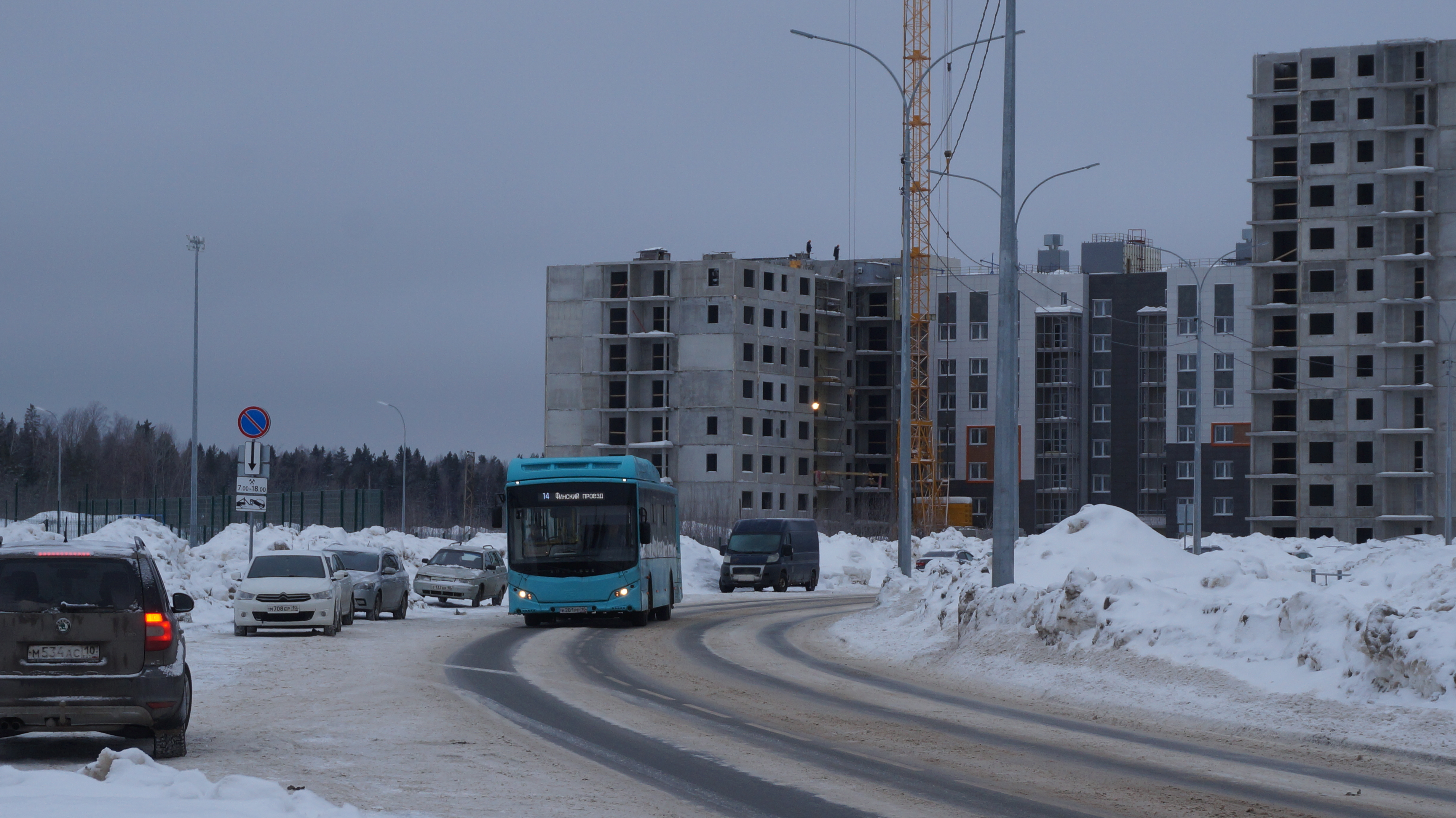
Автобус Volgabus-5270.G2 (LNG) на маршруте № 14 в Петрозаводске, 2024 год.